# Trinity (Carolina do Norte)
Trinity é uma cidade localizada no estado norte-americano de Carolina do Norte, no Condado de Randolph.

## Demografia
Segundo o censo norte-americano de 2000, a sua população era de 6690 habitantes.
Em 2006, foi estimada uma população de 6988, um aumento de 298 (4.5%).

## Geografia
De acordo com o United States Census Bureau tem uma área de
44,1 km², dos quais 43,8 km² cobertos por terra e 0,3 km² cobertos por água.

## Localidades na vizinhança
O diagrama seguinte representa as localidades num raio de 20 km ao redor de Trinity.